# جامع قلندرخانه
جامع قلندرخانه (بالتركية: Kalenderhane Camii)‏ هو جامع كان في الأصل كنيسة كاثوليكية (لا يعرف بشكل دقيق تاريخ إنشاء الكنيسة ولكن يعتقد إنشاءها ما بين القرن 9 – 12 م) تم تحويلها إلى جامع بعد الفتح يقع في حي الفتح إسطنبول - تركيا.

## معرض صور

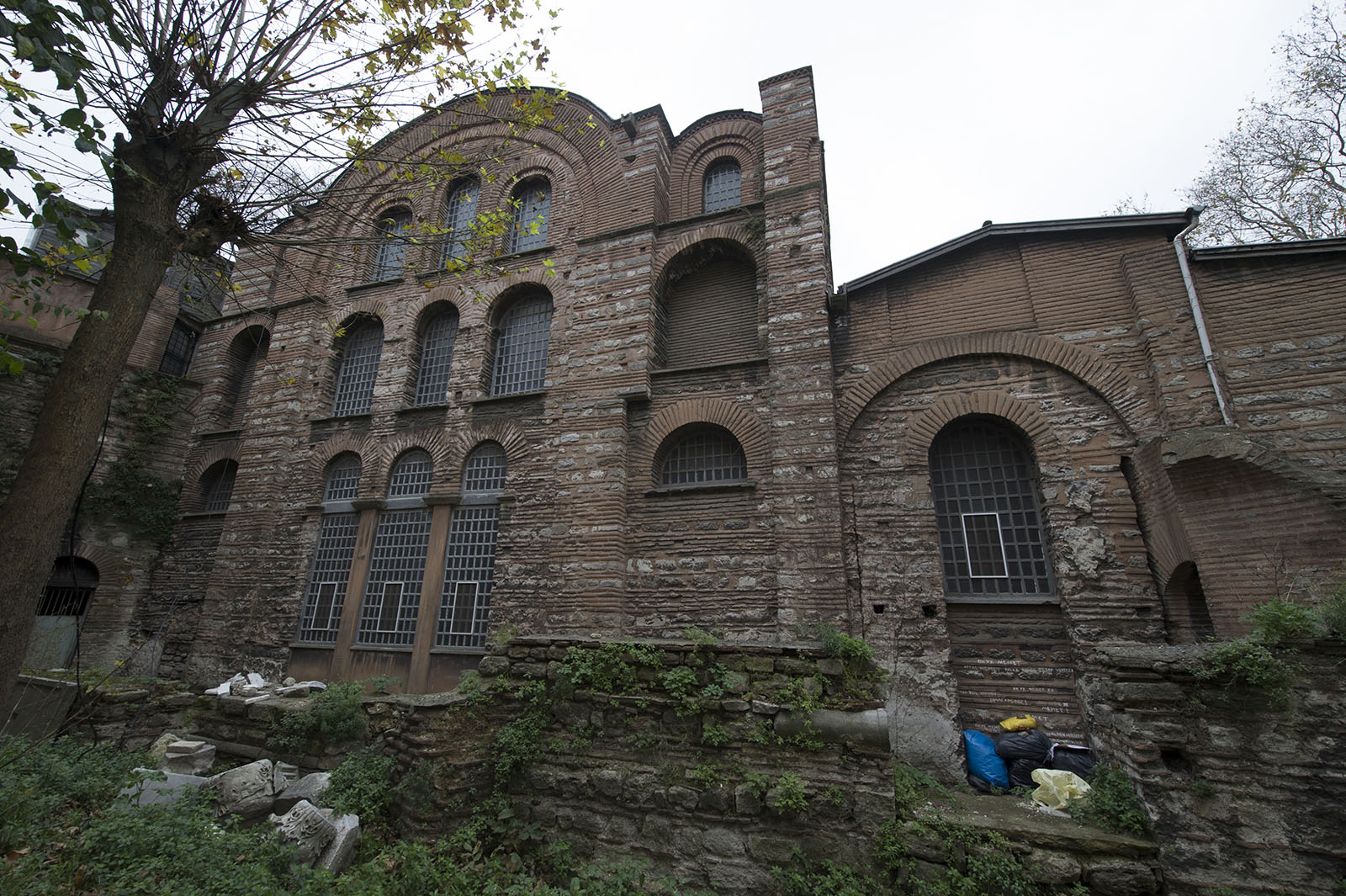
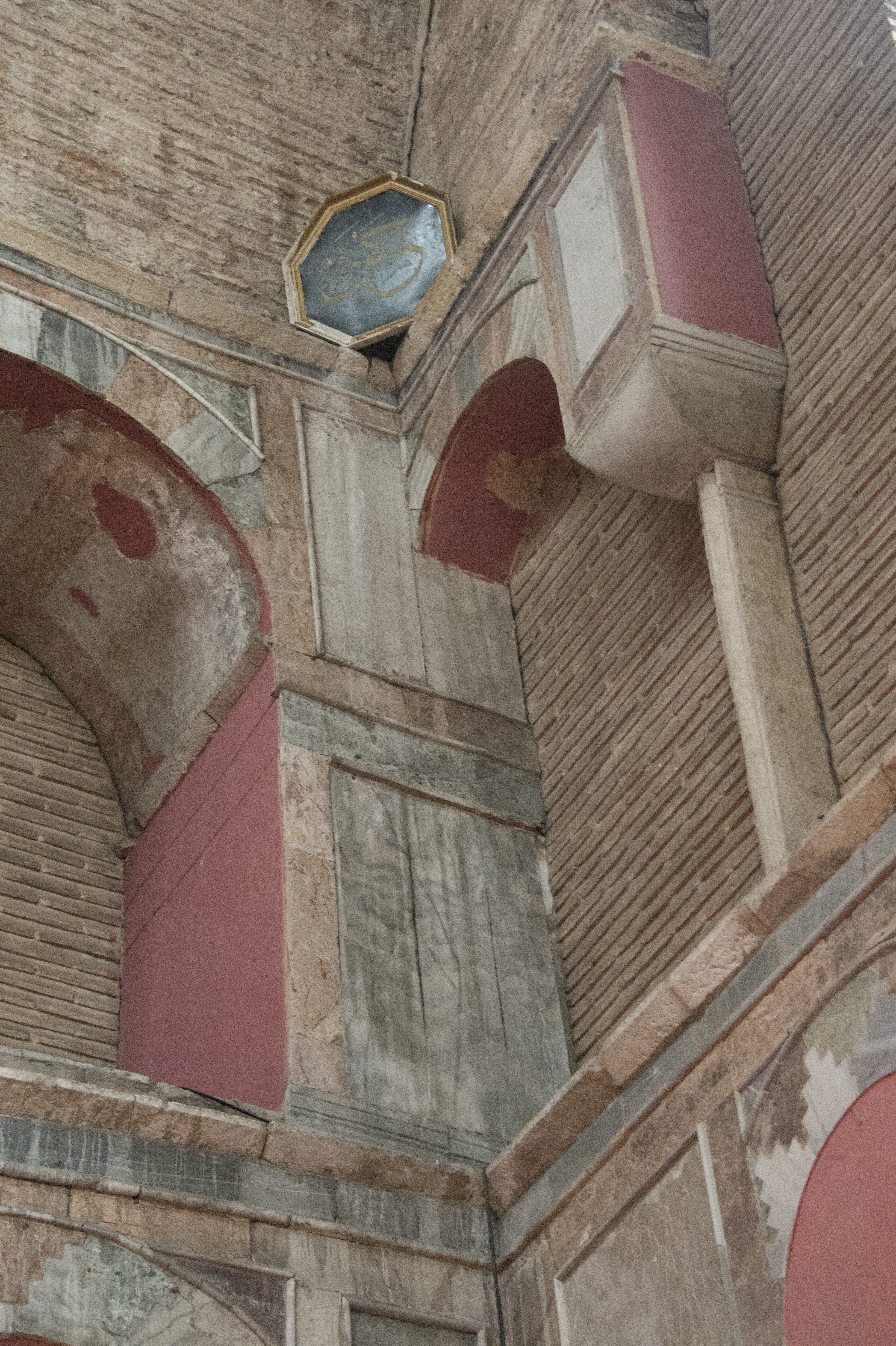
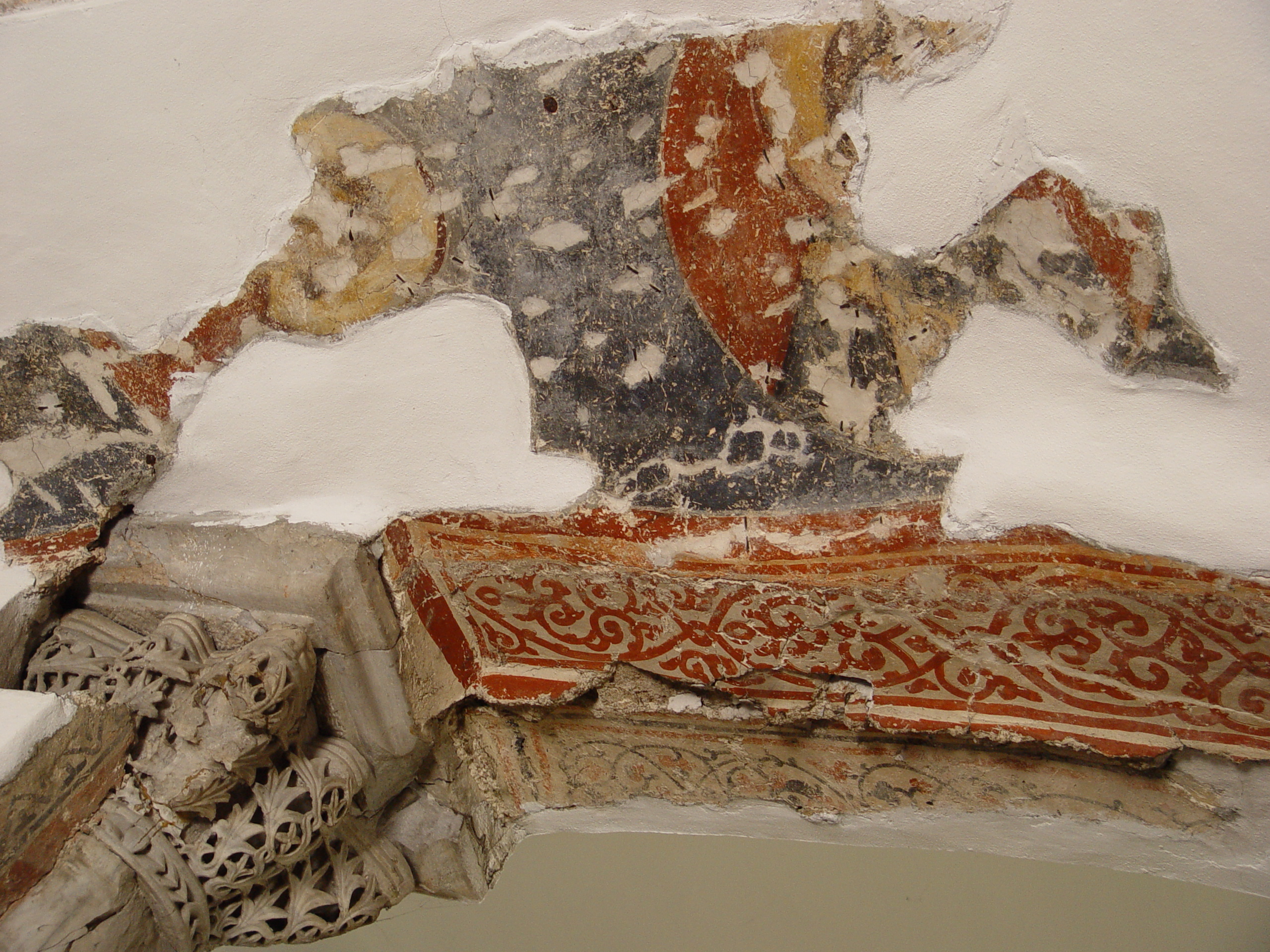
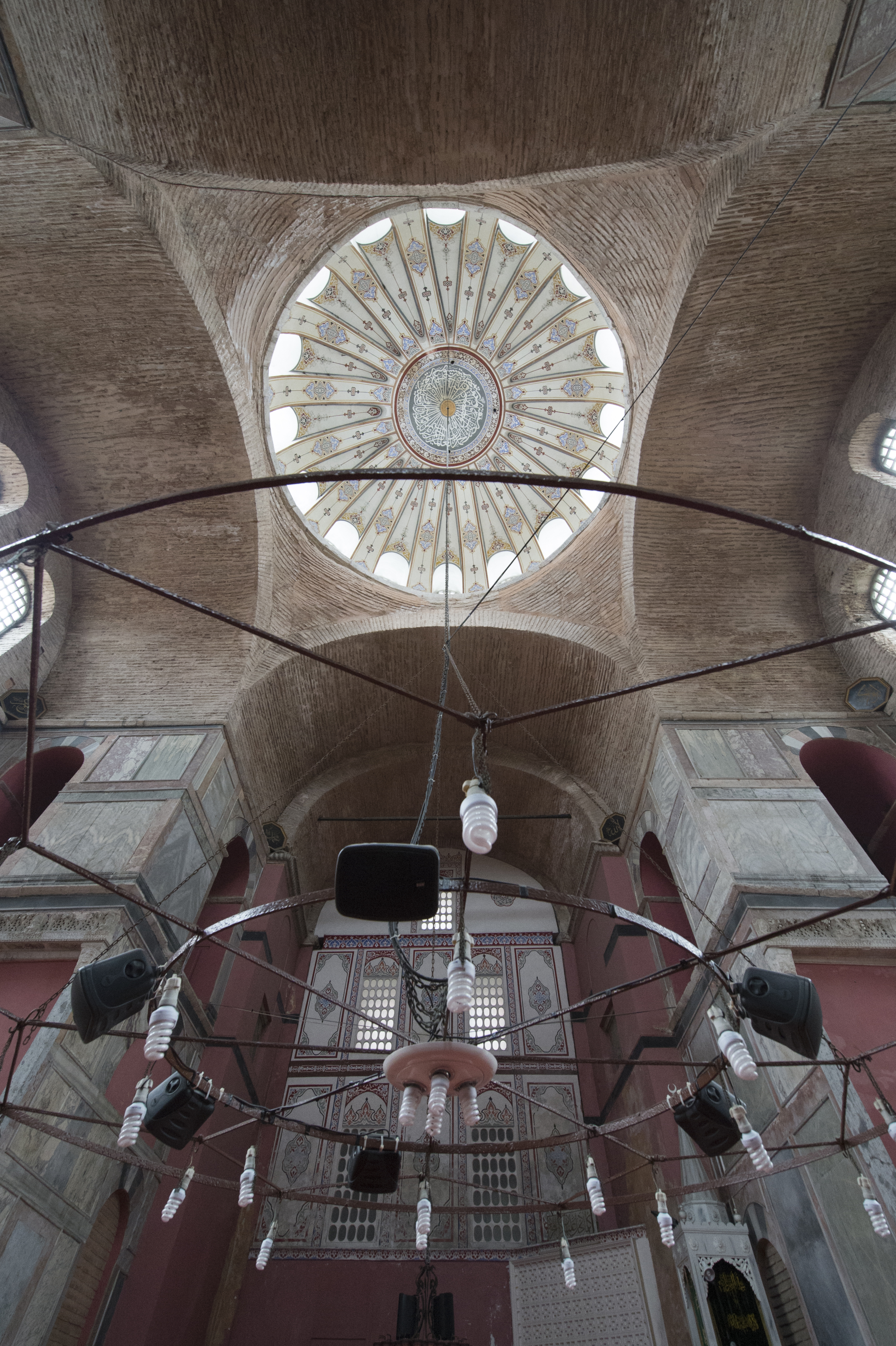
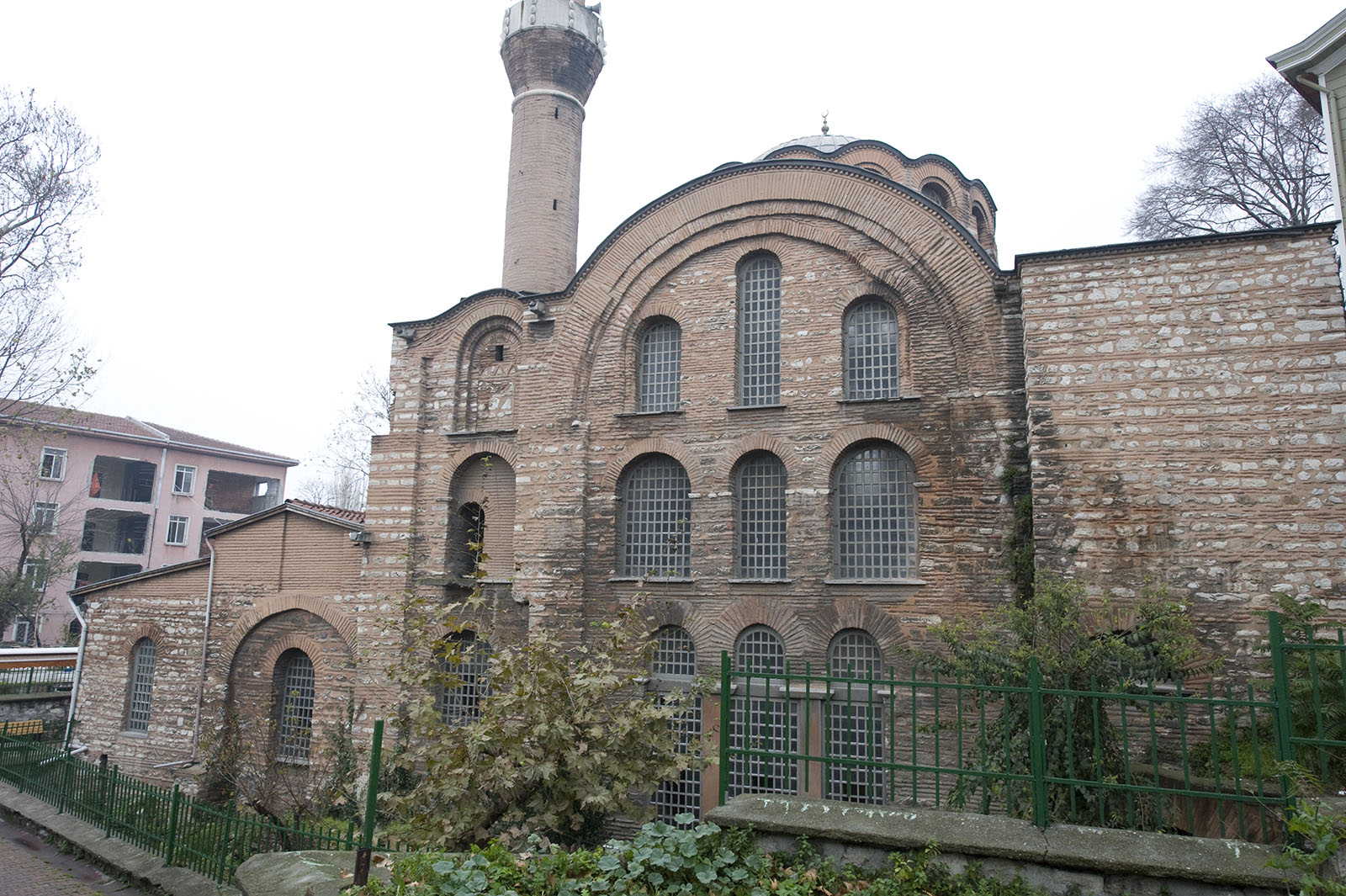
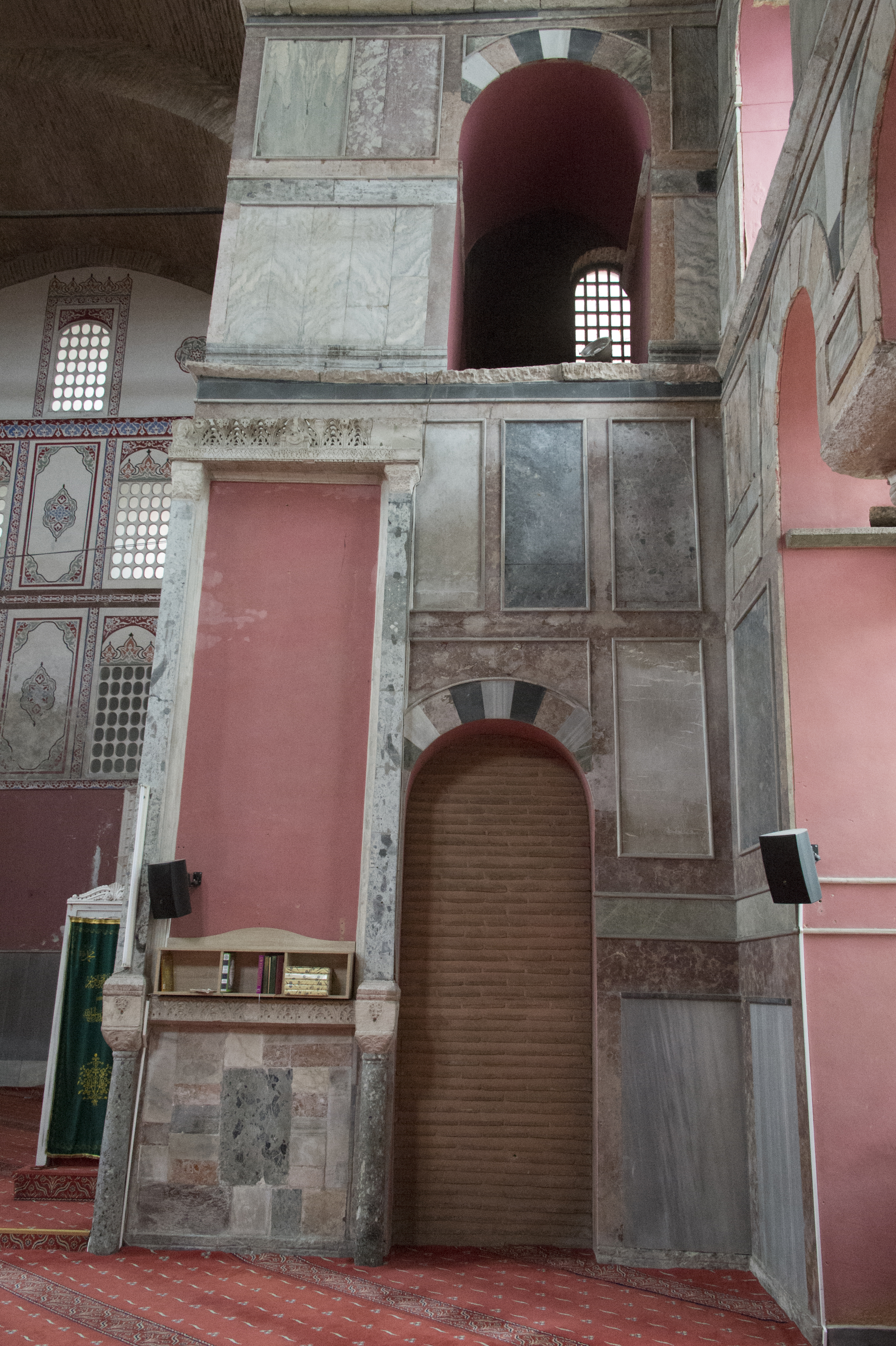